# Request + Line
Singles de Black Eyed Peas
Weekends
(2000) Where Is the Love?
(2003)
Request + Line est une chanson du groupe américain Black Eyed Peas extraite de leur second album studio Bridging the Gap. Le titre est sorti en tant que troisième et dernier single de l'album le 26 février 2001. La chanson a été écrite par William Adams, Allan Pineda, Mike Fratantuno, George Pajon, Jr., Rhett Lawrence, Natilie Hinds et produite par Rhett Lawrence, will.i.am.

## Liste des pistes
- CD single au Royaume-Uni

1. Request + Line – 3:53
2. Request + Line (Trackmasters Remix) – 3:50
3. Joints & Jam (The Joint Mix) – 3:37
4. Request + Line (Music Video)

- CD single aux États-Unis

1. Request + Line – 3:53
2. Request + Line (Instrumental) – 3:56
3. Request + Line (Trackmasters Remix) – 3:51
4. Request + Line (Will.I.Am Remix) – 4:22

## Classement hebdomadaire
| Classement (2001)               | Meilleure position |
| ------------------------------- | ------------------ |
| Allemagne (Media Control AG)    | 85                 |
| Australie (ARIA)                | 21                 |
| Belgique (Flandre Ultratip 100) | 18                 |
| États-Unis (Hot 100)            | 63                 |
| États-Unis (R&B/Hip-Hop Songs)  | 51                 |
| États-Unis (Rap Songs)          | 2                  |
| Nouvelle-Zélande (RMNZ)         | 10                 |
| Pays-Bas (Single Top 100)       | 86                 |
| Royaume-Uni (UK Singles Chart)  | 31                 |